# Pes-Ke-Le-Cha-Co
Pes-Ke-Le-Cha-Co è un dipinto a olio di Henry Inman che attualmente si trova al museo Metropolitano di New York.

## Storia e descrizione
L'opera ritrae il capo pawnee Pes-Ke-Le-Cha-Co e si tratta della copia di un quadro facente parte di una serie di dipinti di Charles Bird King, oggi perduta in quanto venne distrutta in un incendio nel 1865. Il quadro di Bird era stato realizzato durante una visita del capo pawnee a Washington, svoltasi tra il 1821 e il 1822, mentre la copia venne dipinta da Inman dal 1832 al 1833.
Pes-Ke-Le-Cha-Co venne ritratto con indosso degli orecchini, un girocollo di perline, una medaglia d'argento che gli era stata donata dal presidente James Monroe e una veste di pelliccia di bisonte, che presenta un cavallo rosso come decorazione. L'attivista pawnee Crystal Echo Hawk definisce questo ritratto un esempio "della dignità e della forza dei Pawnee".
Inman era un artista statunitense che noto soprattutto per i suoi ritratti. Thomas L. McKenney gli commissionò delle copie di più di cento dipinti a olio di King e gli chiese di tradurle in forma litografica per la sua serie di biografie di capi nativi americani, History of the Indian Tribes of North America.